# Neurogenia testacea
Neurogenia testacea là một loài tò vò trong họ Ichneumonidae.